# Вергас, Жан
Жан Вергас (Jan François Verhas; 9 января 1834 — 31 октября 1896) — бельгийский живописец, изображавший сперва исторические сюжеты, но потом перешедший к сценам из жизни детей.
Родился в Дендермонде; его старший брат Франц тоже был живописцем. Обучался живописи сначала у своего отца, а затем в художественных школах Дендермонде и Антверпена, где окончил курс в 1860 году с наградой. Римская премия позволила Вергасу поехать в Венецию, где он в 1862 году написал известную картину «Битва при Кальяо». После этого художник прожил четыре года в Бинше, где женился. Затем он переехал в Брюссель.
Вергас стал знаменит благодаря портретам политических деятелей и живописным полотнам, посвященным детям. Художник был частым участником брюссельских и парижских салонов живописи. Современники высокую оценили живопись Вергаса — художник был удостоен различными наградами, включая медаль второго класса Парижского салона 1881 года и золотую медаль Всемирной выставки 1889 г. В этом же году Вергас стал кавалером Ордена почетного легиона.
Творчество художника принято условно разделять на три этапа:
- 1854—1867 художник начал свой творческий путь в стиле романтизма;
- 1868—1879 художник всецело посвящает себя сюжетам, связанным с детьми и детством — палитра художника становится ярче, а краски все более утонченными;
- 1882—1896 художник пишет сюжеты о природе, связанные с пляжем Кнокке-Хейст

Умер в Схарбеке в 1896 году, где позже одна из центральных улиц, прилегающих к ратуше, была названа именем художника.
Полотна художника находятся в Королевском музее изящных искусств Брюсселя, Королевском музее изящных искусств Антверпена, в городских ратушах Антверпена и Дендермонде и др.

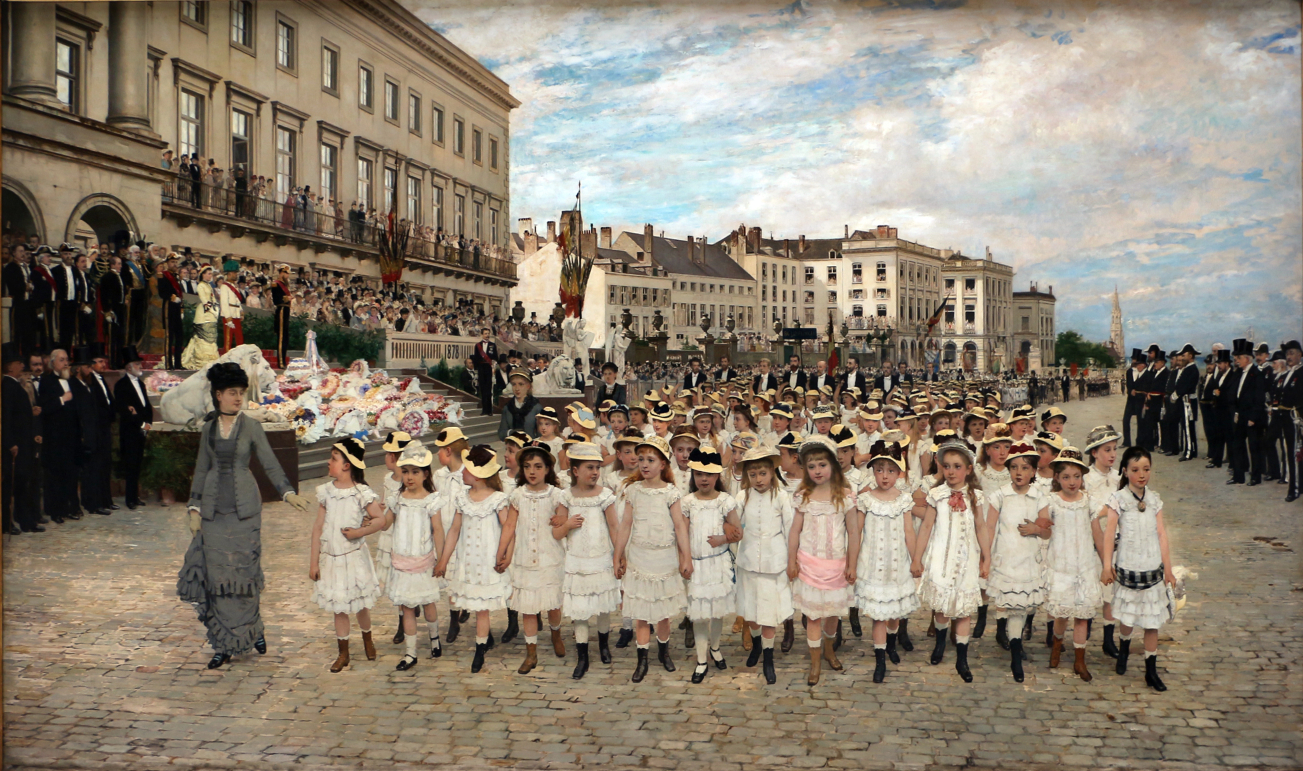
Смотр детских школ в день празднования серебряной свадьбы бельгийских короля и королевы, в 1878 г., Королевский музей изящных искусств Брюсселя
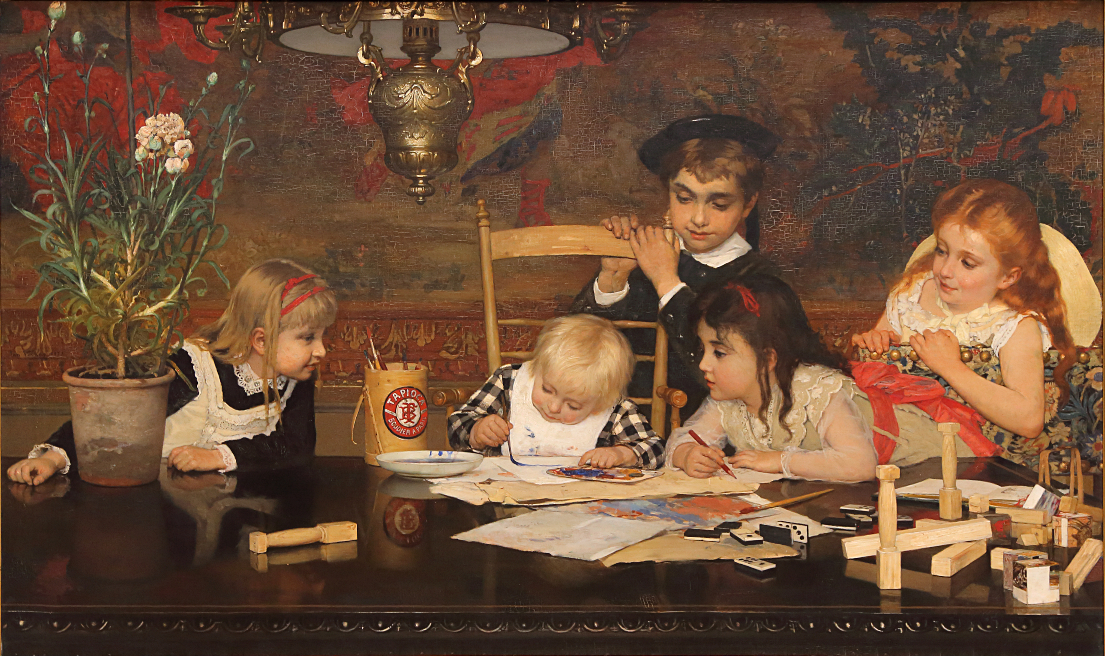
Мастер живописи (1877) Музей изящных искусств, Гент
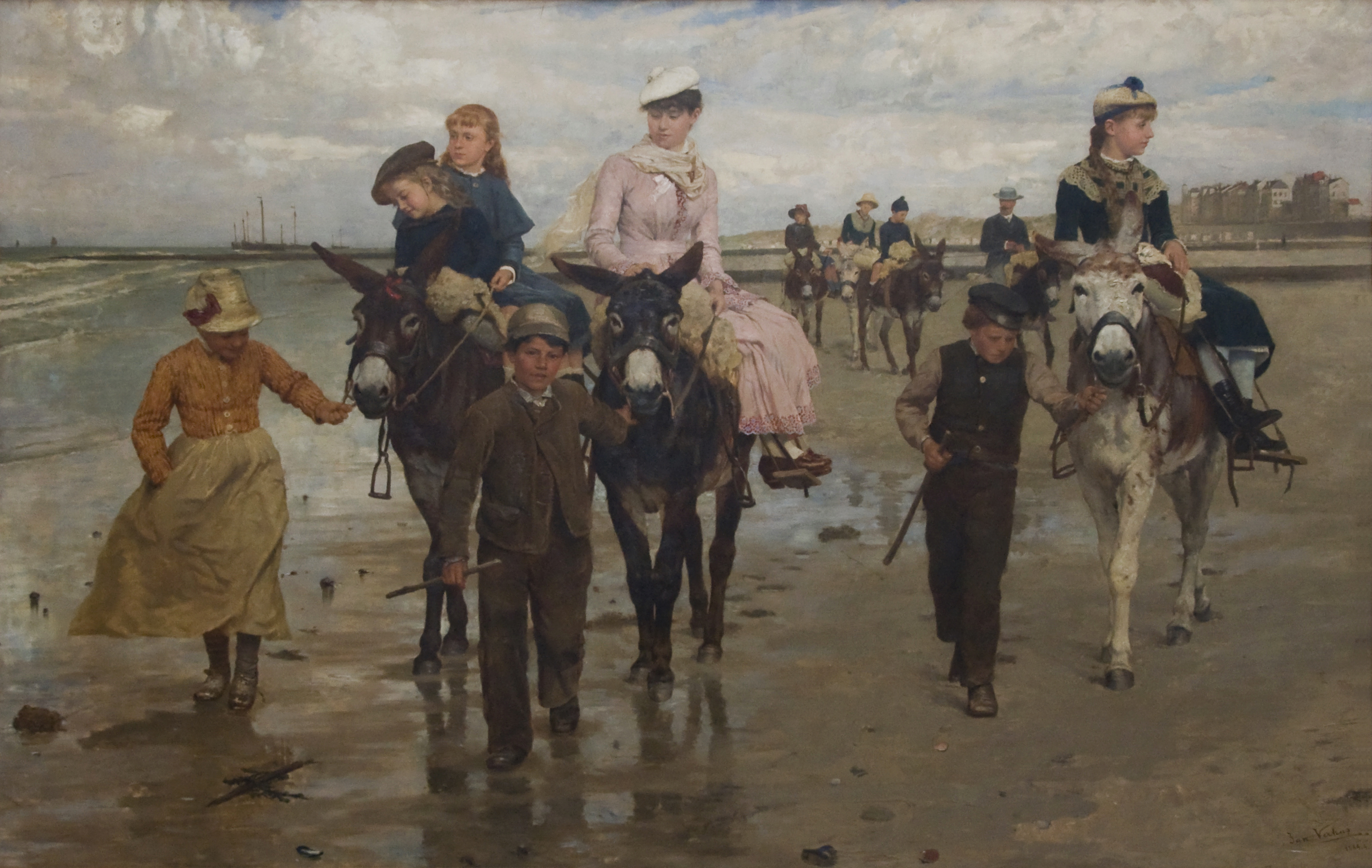
Ослики на пляже (1884) Королевский музей изящных искусств, Антверпен
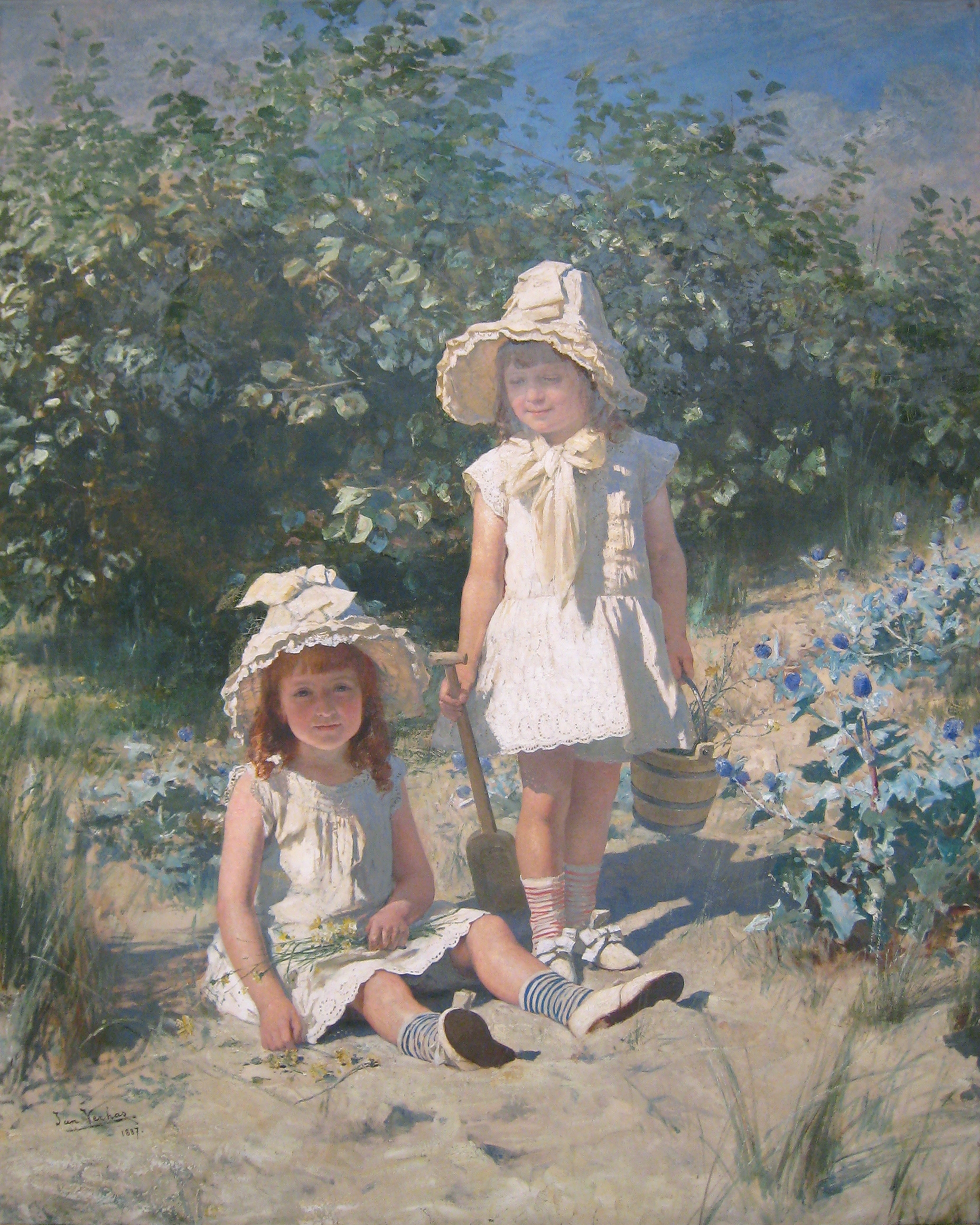
Мадмуазель ван ден Пьер (1887) Музей изящных искусств Иксель
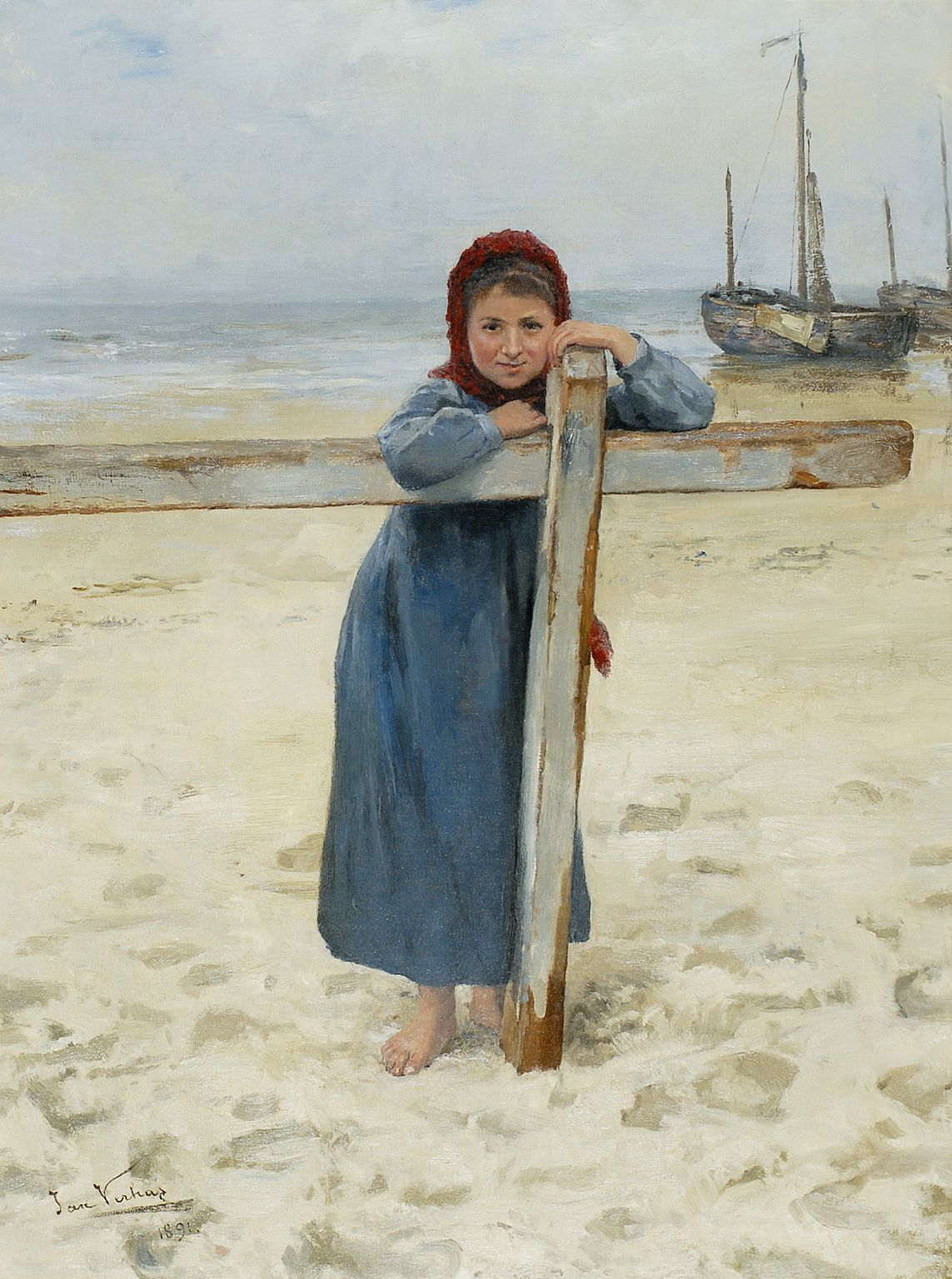
Девочка на пляже
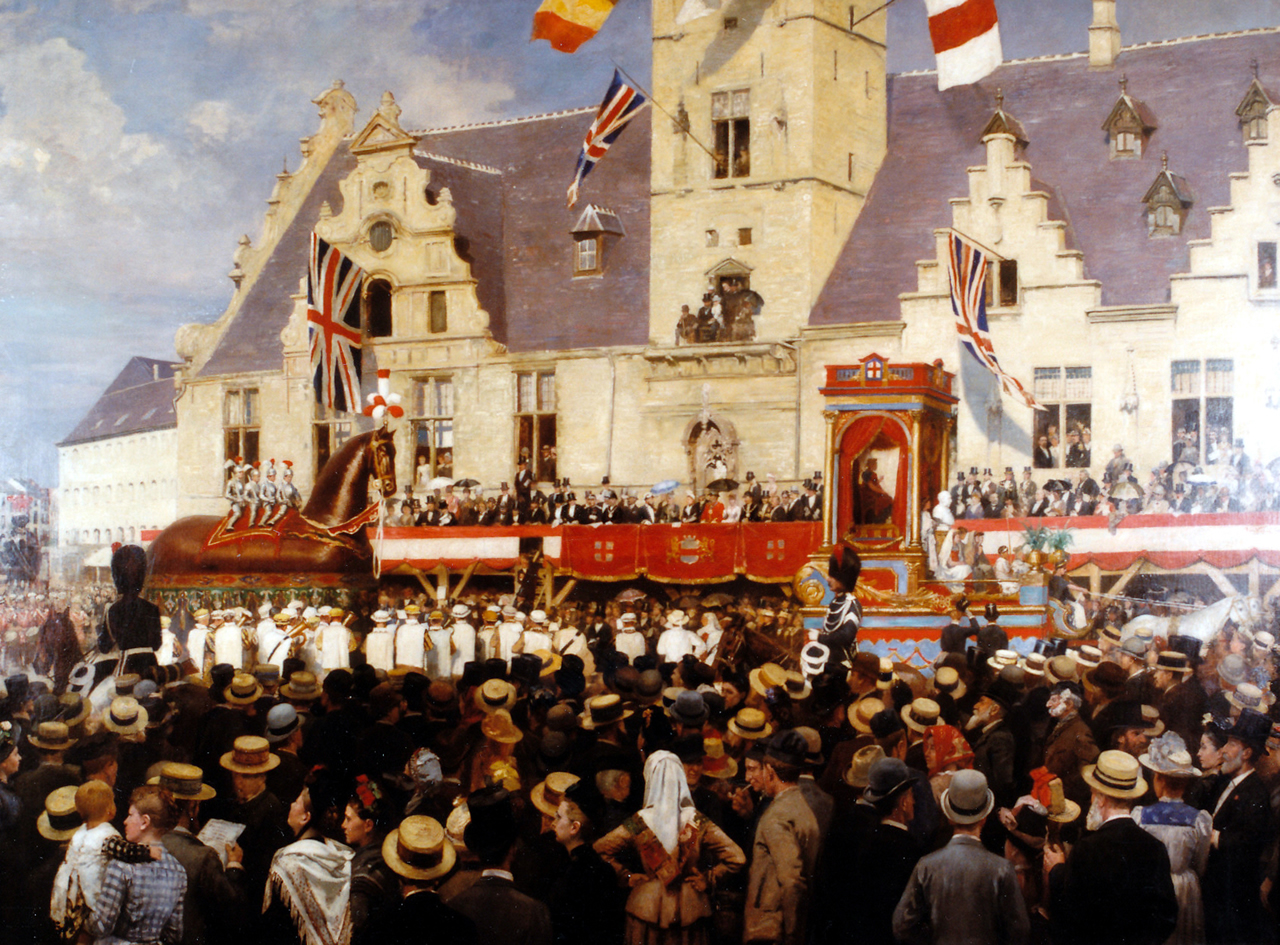
Визит мэра Лондона в Дендремонде в 1888 году (справа изображен сам художник с дочерью)
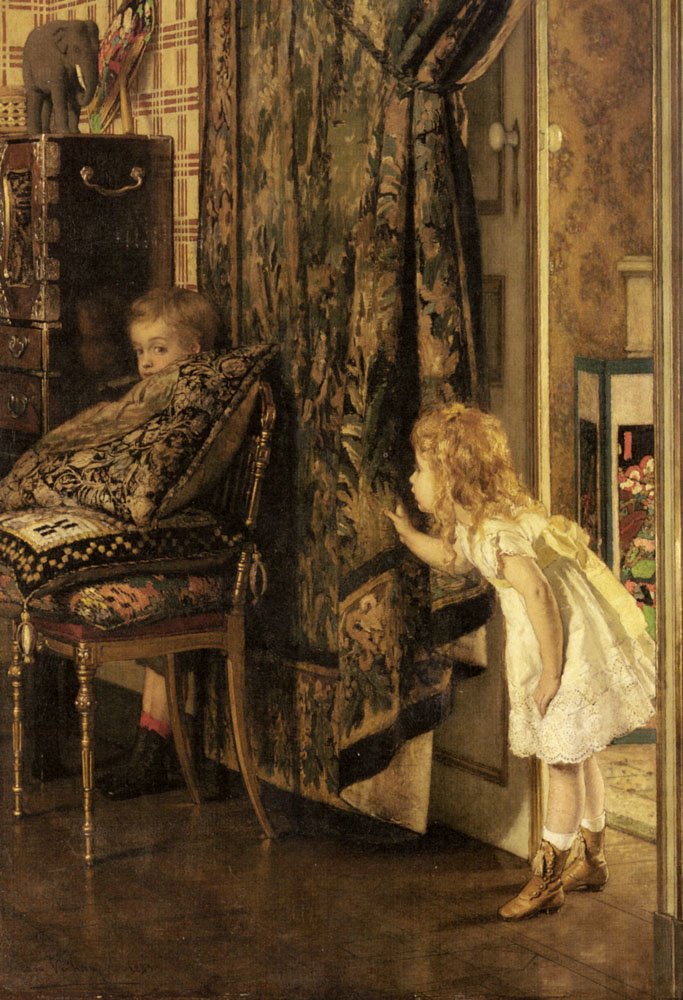
Игра в прятки